# Victor-Amédée Lebesgue
|  | Per a altres significats, vegeu «Lebesgue». |

Victor-Amédée Lebesgue   (Grandvilliers, 2 d'octubre de 1791 - Bordeus, 10 de juny de 1875), tot i que ell signava La Besgue en moltes ocasions, va ser un matemàtic francès.

## Vida i obra
Fill d'un comissari de la cort de Grandvilliers (Oise) que es va traslladar a Amiens, Lebesgue va començar els seus estudis al Lycée d'Amiens i els va acabar el 1809 al Collège de Beauvais en el que va establir una forta amistat amb l'hel·lenista Charles Alexandre.
El 1809 es va incorporar a l'exèrcit on només va fer tasques administratives, però més atret per la vida civil el va abandonar l'any següent per a fer de professor i cap d'estudis a Reims, a Saint-Quentin i a Abbeville, successivament. Entorn de 1820 va acceptar una feina de tutor en una família anglesa i es va traslladar a Londres i, poc després va passar a ser-ho en una família russa i va marxar a aquest país del que no va tornar fins al 1830. Mentre és a Rússia comença els seus estudis sobre teoria de nombres, publicant el 1829, en una revista de Moscou, un llarg article sobre les arrels imaginàries de les congruències.
El 1830 retorna a França, i gràcies a la intervenció del seu amic Alexandre davant de Poisson, obté plaça de professor, primer a Nantes i , després, a Épinal. El 1834 torna a París i freqüenta la Sorbona amb mires a obtenir algun nomenament acadèmic.
Finalment, el 1837, va ser nomenat professor suplent de la universitat de Grenoble on va defensar la seva tesi, cosa que li va permetre ser nomenat catedràtic de la universitat de Bordeus el 1838, on va acabar la seva carrera el 1858, en retirar-se.
A part d'algunes estances a París, on va comptar amb el recolzament d'Alphonse de Polignac per la publicació del seu tractat de teoria de nombres, va passar la seva jubilació al sud-oest francès, especialment a Pau (Occitània), ciutat en la que es va indisposar el maig de 1875 i, traslladat a Bordeus, va morir unes setmanes desprès.
Lebesgue va publicar dos llibres notables i més d'un centenar d'articles científics, la majoria en el camp de la teoria de nombres, però també de geometria, d'àlgebra i de càlcul. Els dos llibres, que es corresponen amb les seves classes a Bordeus, son:
- Exercices d'Analyse numérique, extraits, commentaires et recherches relatifs à l'Analyse indéterminée et a la Théorie des nombres (1859)
- Introduction à la Théorie des nombres (1862) que havia de ser el primer volum d'un gran tractat de teoria de nombres que mai va arribar a escriure.[2]

Entre els articles es poden destacar els que aborden el darrer teorema de Fermat o un de 1850 en el que demostra que l'equaciò {\displaystyle y^{n}-x^{2}=1} només te solucions trivials amb {\displaystyle y=0} per a tot {\displaystyle n>1}.